# Passiflora serratodigitata
Passiflora serratodigitata är en passionsblomsväxtart som beskrevs av Carl von Linné. Passiflora serratodigitata ingår i släktet passionsblommor, och familjen passionsblomsväxter. Inga underarter finns listade i Catalogue of Life.